# Cảnh quan văn hóa Bassari, Fula và Bedik
Vùng nông thôn Bassari hay Cảnh quan văn hóa Bassari, Fula và Bedik nằm ở phía đông nam Sénégal là một cảnh quan đa văn hóa được bảo tồn tốt phát triển từ quá trình tương tác và các hoạt động của con người với môi trường tự nhiên. Nó bao gồm ba khu vực địa lý là Bassari–Salémata, Bedik–Bandafassi và Fula–Dindéfello với những đặc điểm hình thái cụ thể khác nhau.
Năm 2012, cảnh quan văn hóa Bassari, Fula và Bedik đã được UNESCO công nhận là Di sản thế giới.